# Худа Наамани
Худа Наамани (араб. هدى نعماني‎; 2 июня 1930, Дамаск, Французский мандат в Сирии и Ливане — 31 октября 2020, Бейрут, Ливан) — ливанская писательница-феминистка, поэтесса, издательница и художница. Наибольшую известность она получила за свою поэзию, написанную во время гражданской войны в Ливане.

## Биография
Родилась 2 июня 1930 года в сирийском городе Дамаск в семье сирийских туркмен. В возрасте 8 лет потеряла своего отца, после чего воспитывалась матерью. В молодости изучала суфизм, который в дальнейшем повлияет на её творческую деятельность.
Обучалась во французских школах, а в дальнейшем поступила на юридический факультет Сирийского университета. После того, как вышла замуж за первого арабского декана Американского университета в Каире Абделя Кадера Наамани, обучалась в египетской школе востоковедения, во время учебы родила двух сыновей. В 1968 году переехала в ливанский город Бейрут.
Скончалась 31 октября 2020 года в возрасте 90 лет.

## Творчество
В своём творчестве Худа Наамани поднимала тему борьбы за права женщин в арабском мире. Во многом на это повлияла гражданская война в Ливане, длившаяся с 1975 по 1990 года. Неоднократно в своих работах описывала положение женщин во время войны и всячески выражала свою борьбу против патриархальных устоев.
Одной из её известных работ стала поэма «Край замка», в которой проводилось исследование ливанского общества во время гражданской войны. В ней рассказывалось о произошедших в это время боли, насилии и зверствах, одновременно предлагая решения для достижения спокойствия в стране. В поэме в поэтической форме содержалось патетическое обращение, а также выражалась надежда на светлое будущее страны.
Работы Наамани были включены в книгу «War’s Other Voices: Women Writers on the Lebanese Civil War» за авторством ближневосточной исследовательницы Мириам Кук. В ней Худа Наамани описывалась как щедрая и мужественная «Бейрутская децентристка».
Написанные изначально на арабском языке труды были переведены на французский и другие языки.

## Труды
- To You (1970)
- My Fingers…Not (1971)
- Vision on a Throne (1989)
- Houda I am The Truth (1991)
- The Book of Affection and Presence (1998)
- Many Lips you have O Shepherd, Many Hands (2001)
- «A Dot» on «H»
- Rim of the Lock
- Tumbling on the Snow.